# L'amico Fritz
Pour les articles homonymes, voir L'Ami Fritz (homonymie) et Fritz.
Représentations notables
- 10 janvier 1895, Metropolitan Opera de New York

L'amico Fritz (prononcé : [laˈmiːko ˈfrits]) est un opéra italien en trois actes de Pietro Mascagni, livret de P. Suardon (pseudonyme de Nicola Daspuro), d'après le roman d'Erckmann-Chatrian, l'Ami Fritz (1864), créé au Teatro Costanzi à Rome, le 31 octobre 1891, sous la direction de Rodolfo Ferrari avec Fernando De Lucia, Emma Calvé et Paul Lhérie.

## Personnages principaux
- Fritz - ténor
- Suzel - soprano
- Beppe - mezzo-soprano
- David - baryton

## Historique
L'œuvre fut créée par la fameuse soprano Emma Calvé, et fut jouée au Metropolitan Opera de New York pour la première fois, le 10 janvier 1893, avec Calvé.

## Synopsis
Époque : non précisée;  au XIXe siècle.
Lieu : non précisé; probablement en Alsace.

### Acte 1
Salle à manger de la maison de Fritz Kobus
Fritz Kobus, riche propriétaire local, discute avec son ami David, rabbin local. Malgré son mépris du mariage, Fritz pense procurer la dot d'un jeune couple. L'ami de Fritz se joint à lui pour célébrer son anniversaire.  Suzel, fille de l'un de ses locataires, lui offre un bouquet.  Elle se joint à la célébration de l'anniversaire et est émue à l'entrée de la tzigane Beppe jouant du violon. Au départ de Suzel, David remarque qu'elle ferait une bonne épouse et qu'il lui trouvera un mari. Fritz prétend qu'elle est trop jeune. Ils discutent de mariage et Fritz parie une de ses vignes qu'il ne se mariera jamais.

### Acte 2
Cour d'une ferme
Alors que les fermiers vont aux champs, Suzel s'apprête à cueillir des cerises. Fritz s'approche d'elle, attiré par sa chanson. Ils chantent ensemble ("Duo des cerises") la beauté des fleurs et du printemps. Les amis de Fritz arrivent et celui-ci se joint à eux pour une promenade dans la campagne. David reste auprès de Suzel. Elle lui offre de l'eau, et cela lui rappelle l'histoire de Rebecca dans la Bible. Quand il suggère qu'elle pourrait être mariée, Suzel s'éloigne, embarrassée. Lorsque Fritz revient, David lui annonce qu'il a trouvé un mari pour Suzel. Fritz montre de l'agacement, mais comprend qu'il est tombé amoureux malgré lui.

### Acte 3
Salle à manger de la maison de Fritz Kobus
Fritz ne peut s'empêcher de penser à Suzel. Beppe tente en vain de le consoler par une chanson. David apparaît et raconte à Fritz que Suzel a accepté d'épouser un jeune homme et que son père viendra lui demander sa bénédiction. Furieux, Fritz prévient qu'il refusera. Suzel entre, apportant des fruits. Lorsque Fritz l'interroge sur son projet de mariage, elle exprime son désaccord et sa tristesse sur cette union. Soulagé, Fritz lui avoue ses sentiments et Suzel lui déclare à son tour son amour. Le Rabbin David entre et affirme qu'il a gagné son pari, mais que son gain, le vignoble de Fritz, sera la dot de Suzel.

## Discographie sélective
- 1942 - Ferruccio Tagliavini, Pia Tassinari, Amalia Pini, Saturno Meletti - Coro e Orchestra della Rai Torino, Pietro Mascagni - (Warner-Fonit)
- 1968 - Luciano Pavarotti, Mirella Freni, Laura Didier-Gambardella, Vicente Sardinero - Chorus and orchestra of the Royal Opera House, Gianandrea Gavazzeni (EMI)
- 2009 - Roberto Alagna, Angela Gheroghiu, Laura Polverelli, George Petean - Chor und Orchester der Deutschen Oper Berlin, Alberto Veronesi  - (Deutsche Grammophon)

## Sources
- Harold Rosenthal, John Warrack, Roland Mancini et Jean-Jacques Rouveroux, Guide de l'opéra, Paris, Fayard, coll. « Les indispensables de la musique », 1995, 968 p. (ISBN 978-2-213-59567-2)

- (en) Cet article est partiellement ou en totalité issu de l’article de Wikipédia en anglais intitulé « L'amico Fritz » (voir la liste des auteurs).